# El que la tortuga va dir a Aquil·les
El que la tortuga va dir a Aquil·les (en anglès: What the Tortoise Said to Achilles) és un dialeg escrit per Lewis Carroll el 1895 per a la revista filosòfica Mind. És un breu diàleg que analitza les bases de la lògica. El títol al·ludeix a una de les  paradoxes de Zenó de moviment, en la qual Aquil·les mai podria superar a la tortuga en una cursa. En el diàleg de Carroll, la tortuga d'Aquil·les repta a utilitzar la força de la lògica per fer-li acceptar la conclusió d'un argument deductiu simple. Al final, Aquil·les no ho aconsegueix, perquè la tortuga el porta a una regressió infinita.

## Resum del diàleg
La discussió comença per considerar l'argumentació lògica següent:
- A: "Dues coses que són iguals a una tercera són iguals entre si" (relació d'Euclides, una forma feble de la propietat transitiva)
- B: "Dos costats d'aquest triangle són iguals al tercer costat"
- Per tant, Z: "Els dos costats d'aquest triangle són iguals entre si"

Aleshores, la tortuga li pregunta a Aquil·les si la conclusió es dedueix lògicament de les premisses, i Aquil·les concedeix que, òbviament, ho fa. La tortuga d'Aquil·les pregunta si pot haver-hi un lector d'Euclides que admeti que l'argument és lògicament vàlid com una seqüència, alhora que nega que les premises A i B siguin certes. Aquil·les accepta que aquest lector pugui existir, i que sostingui que si A i B són certes, llavors Z ha de ser certa, però no és necessari acceptar que les premisses A i B són certes.
Aleshores, la tortuga d'Aquil·les es pregunta si pot existir un segon tipus de lector, un que accepti que les premises A i B són certes, però que no accepta el principi que si A i B són certes, llavors Z ha de ser certa. Aquil·les atorga a la tortuga que aquest segon tipus de lector també pot existir. A continuació la tortuga demana a Aquil·les que la tracti com un lector d'aquest segon tipus, i que l'obligui a acceptar lògicament que la premissa Z, ha de ser certa. (La tortuga és un lector que rebutja l'argument en si, conclusió o validesa del sil·logisme.)
Després d'escriure A, B i Z en el seu quadern, Aquil·les demana a la tortuga d'acceptar la hipòtesi:
- C: "Si A i B són certes, aleshores Z ha de ser certa"

La tortuga es compromet a acceptar C, si Aquil·les li escriu el que ha d'acceptar en el seu quadern de notes, de manera que el nou argument queda com:
- A: "Dues coses que són iguals a una tercera són iguals entre si"
- B: "Dos costats d'aquest triangle són iguals al tercer costat"
- C: "Si A i B són certes, aleshores Z ha de ser certa"
- Per tant, Z: "Els dos costats d'aquest triangle són iguals entre si"

Ara la tortuga accepta la premissa C, però segueix negant-se a acceptar l'argument d'expansió. Quan Aquil·les l'hi exigeix que "Si vostè accepta A i B i C, aleshores vostè ha d'acceptar Z,"La tortuga assenyala que aquesta és una altra proposició hipotètica, i suggereix que fins i tot si accepta C encara pot fallar a la conclusió Z, si no no es prova prèviament la veracitat de la següent hipòtesi:
- D: "Si A i B i C són certes, aleshores  Z, ha de ser certa"

La tortuga accedeix a acceptar cada premissa hipotètica a la vegada que Aquil·les les escriu, però nega que la conclusió se segueix, ja que cada vegada que nega la hipòtesi que si totes les premisses escrites fins ara són certes, Z ha de ser veritat:
"I per fi hem arribat al final d'aquesta pista de carreres ideal ara que vostè accepta A i B i C i D, és clar! "vostè accepta Z".
"Ho accepto?", va preguntar la Tortuga innocentment. "Que quedi clar. Accepto A i B i C i D. Però suposem que encara em nego a acceptar Z!"
"Llavors l'agafaria pel coll, i el forçaria a que accepti Z!" Aquil·les va respondre triomfalment. "La lògica l'hi diria, 'ara que vostè ha acceptat A i B i C i D, ha d'acceptar Z! Així que no té elecció, ja ho veu!'"

" Val la pena escriure el que la lògica m'hagi de dir" va dir la Tortuga. "Per tant, si us plau, escrigui en el seva llibreta el que anomenarem hipòtesi E "
(E) Si A i B i C i D són certes, aleshores Z ha de ser certa.
Fins que no m'hagi assegurat de la hipòtesi E, no puc admetre la Z. Així que és un pas necessari, ho veu?"

"És clar", va dir Aquil·les amb un toc de tristesa en el seu to de veu.
Per tant, la llista de premisses continuà creixent sense fi, deixant l'argument de sempre en la forma:
- (1): "Dues coses que són iguals a una tercera són iguals entre si"
- (2): "Dos costats d'aquest triangle són iguals al tercer costat"
- (3): (1) i (2) ⇒ (Z)
- (4): (1) i (2) i (3) ⇒ (Z)
- (N): (1) i (2) i (3) i (4) i ... i (n - 1) ⇒ (Z)
- Per tant, (Z): "Els dos costats d'aquest triangle són iguals entre si"

A cada pas, la Tortuga sosté que tot i que accepta totes les premisses que han estat escrites, hi ha alguna premissa més que s'ha de verificar prèviament per a admetre que (Z) és certa.

## Explicació
Lewis Carroll va mostrar que hi ha un problema de la regressió que sorgeix de la deducció modus ponens.
(1) P ⇒ Q
(2) P
---------------
Per tant, Q.
El problema de la regressió sorgeix perquè, per tal d'explicar el principi lògic, s'ha de proposar un principi anterior. I, una vegada que s'explica el principi, llavors s'ha d'introduir un altre principi per explicar aquest principi. Per tant, a mesura que la cadena causal continua, es va a parar a una regressió infinita. No obstant això, si s'introdueix un sistema formal, on el modus ponens és simplement un axioma, i després s'ha de verificar amb el simple argument: "perquè és així". Per exemple, en un joc d'escacs hi ha regles particulars, i les regles tan sols s'han d'aplicar sense que quedi cap dubte. Els jugadors de la partida d'escacs tan sols han de seguir les regles. De la mateixa manera, si s'està participant en un sistema formal de la lògica, aleshores tan sols s'ha de seguir les regles sense qüestionar-les. Per tant, la introducció del sistema formal de la lògica atura la regressió infinita, és a dir, pel fet que la regressió s'atura davant els axiomes o regles del joc en qüestió, o sistema lògic. Encara que, hi ha problemes amb aquest procediment, pel fet que, dins del sistema cap proposició o variable conté cap contingut semàntic. Per tant, al moment que s'agrega a qualsevol proposició o variable algun contingut semàntic, el problema sorgeix de nou, perquè les proposicions i les variables amb el contingut semàntic s'executen fora del sistema. Així, si la solució és que es diu que funciona, llavors és que es diu que funciona únicament dins del sistema formal donat, i no d'altra manera.

## Discussió
Diversos filòsofs han tractat de resoldre la paradoxa de Carroll. Bertrand Russell va tractar la paradoxa breument a The principles of mathematics, distingint entre la implicació (associat amb la forma "si p, llavors q "), que ell va dur a terme com una relació entre proposicions indecidibles, i inferència (associat amb la forma "p, per tant q"), que ell va dur a terme en haver-hi una relació entre afirmar proposicions; d'haver fet aquesta distinció, Russell podia negar que la tortuga va intentar un tractament per inferir Z de A i B és equivalent a, o depèn de, la hipòtesi "Si A i B són certes, llavors Z és certa."
El filòsof Peter Winch, seguidor de Ludwig Wittgenstein discuteix la paradoxa a The Idea of a Social Science and its Relation to Philosophy (1958), on va argumentar que la paradoxa mostra que "l'actual procés d'elaboració d'una inferència, que és després de tot, al cor de la lògica, és quelcom que no es pot representar com una fórmula lògica ... Aprendre a inferir que no és només una qüestió de ser ensenyat sobre les relacions explícites entre les proposicions lògiques, sinó que està aprenent  fer alguna cosa "(p.57). Winch arriba a suggerir que la moral del diàleg és un cas particular d'una lliçó general, en el sentit que la correcta aplicació de les normes que regeixen una forma d'activitat humana no pot ser resumida en una sèrie d'altres normes, i perquè "una forma d'activitat humana mai es pot resumir en un conjunt de preceptes explícits" (p. 53).

## On trobar el dialeg
- A la Wikisource: What the Tortoise Said to Achilles (anglès)
- Carroll, Lewis. "El que va dir la tortuga d'Aquil·les". Mind, n.s., 4 (1895), pp 278-80.
- Hofstadter, Douglas.   Gödel, Escher, Bach: un Etern i Gràcil Bucle. Vegeu el segon diàleg, titulat "Invenció en dues parts." El Dr. Hofstadter es va apropiar dels personatges d'Aquil·les i la tortuga per a altres, els diàlegs originals, en el llibre que s'alternen en contrapunt amb els capítols en prosa.
- A internet, per exemple en els següents llocs web: 
  - "El que va dir la tortuga d'Aquil·les" a ditext.com
  - "El que va dir la tortuga d'Aquil·les" Arxivat 2012-10-04 a Wayback Machine. a fair-use.org